# Prince of Darkness (альбом)
Prince of Darkness — третий студийный альбом британской готической группы Nosferatu, изданный в 1996 году лейблом Hades Records.

## Об альбоме
Prince of Darkness стал первой работой коллектива, записанной без участия одного из его сооснователей — басиста Влада Яничека. Из первоначального состава в работе над альбомом принимал участие только гитарист Дэмьен Де Вилль.
В поддержку Prince of Darkness музыканты провели два концертных тура — по Великобритании и по Германии. В немецких независимых чартах альбом достиг второй строчки.

## Стиль, отзывы критиков
Как отметил музыкальный критик Алекс Хендерсон, многочисленные смены составов мало сказались на качестве создаваемой Nosferatu музыки, и Prince of Darkness оказался не менее удачным, чем предшествовавшие альбомы; Хендерсон назвал диск «отличным», а также особо похвалил песни «Graveyard Shift», «The Hunger», «Eye of the Watcher» и «The Haunting».
Томас Фогель в своей рецензии в журнале Sonic Seducer положительно оценил диск, указав на то, что он исполнен на гораздо более высоком уровне, нежели предыдущий альбом The Prophecy, и образно охарактеризовал его как «произведение, созданное при свете свечей и под аромат ладана».

## Список композиций
Все тексты: Доминик Лавей, кроме песни «The Hunger» (Доминик Лавей и Дэмьен Де Вилль). Вся музыка: Nosferatu.
1. «Eye Of The Watcher» — 2:55
2. «Ravage» — 5:21
3. «Uninvited Guest» — 5:33
4. «The Haunting (Main Mix)» — 4:58
5. «Into the Night» — 5:35
6. «The Passing» — 5:10
7. «Graveyard Shift» — 6:22
8. «Tha Haunting (Swamp Mix)» — 4:56
9. «The Hunger» — 5:29
10. «Invocation» — 6:19

## Участники записи
- Доминик Лавей — вокал, программирование
- Дэмьен Де Вилль — электрогитара
- Данте Саварелли — бас-гитара
- Саймон «Док» Мильтон — продюсер
- Энди Левьен — мастеринг